# René Cassin
René Samuel Cassin (5. oktober 1887 – 20. februar 1976) var en fransk jurist og dommer.
Cassin arbejdede for FN's menneskerettighedskommission og Den Internationale Domstol i Haag. Desuden var han medlem af Den Europæiske Menneskerettighedsdomstol 1959-1965 og formand for denne 1965-1968. I 1968 modtog han Nobels fredspris for sit arbejde for FN's Verdenserklæring om Menneskerettighederne, som FN's generalforsamling vedtog 10. december 1948. I 1968 modtog han også FN's pris for menneskerettigheder. 